# 広瀬みのり
広瀬 みのり（ひろせ みのり、9月8日 - ）は、日本の歌手、アーティスト、元女性アイドル。
女性ヴォーカルユニットCYNHNのメンバー。ディアステージ所属。愛称はみのりん。自身を表す絵文字は🍈（メロン）。

## 略歴
2016年5月5日、新宿RUIDO K4で行われた『GW単独公演～ゆあぴょん(ほぼ)365ステージ記念』にて強がりセンセーションへの加入を発表。四期生として活動を開始。 担当カラーはミントグリーン。
2017年12月17日 マイナビ赤坂ブリッツで行われた『Dear Future』をもって強がりセンセーション活動終了。同年12月25日、卒業。
2018年3月17日、AKIBAカルチャーズ劇場で行われた『TALK in pocket～新メンバーお披露目トークイベント!!～』にてFullfull Pocketへの加入とお披露目が行われた。担当カラーはピンク。同年4月1日、恵比寿CreAtoで行われた『LIVE in pocket～新章始動!!～』より活動開始。
2020年5月22日、配信ライブ『4/4』をもってFullfull Pocket活動休止。それに伴い卒業。
2022年、『2022春ディアステージ・パーフェクトミュージック合同VOCALIST AUDITION』に合格。
2022年6月19日、代官山UNITで行われた『CYNHN 5th Anniversary EVENT -Blue Encount-』にてCYNHNに加入し、お披露目が行われた。
現在、CYNHNのメンバーとして活動中。

## 人物、エピソード
- 特技はフラフープを永遠に回すこと[9] 。早歩き[注釈 1]。
- 好きなアーティストは℃-ute、鈴木愛理、大原櫻子[8][5]。
- ハロー!プロジェクト好きを公言している。2023年8月4日に開催されたTOKYO IDOL FESTIVAL2023では「Juice=Juice大好きステージ」に登壇し、Juice=Juice本人と「微炭酸」で共演を果たした。またこのステージ上のコメントでCYNHNに加入するきっかけとなったオーディションの審査では「Wonderful World」を披露したことを明かした[10]。
- ミュージカルが好き。初お披露目時の目標としてミュージカル出演を挙げており、2023年に劇団ディアステージの第7回公演にゲスト出演を果たした[11]。
- 好きな食べ物はメロンパン[5][9][注釈 2]。
- 趣味は、カフェ巡り、帽子集め、弾き語り[注釈 3]、キラキラ光るものを集める。
- ピアノ、ギターの弾き語りを自身のYouTubeやTikTokで披露している。

## 出演

### ライブ
- 強がりセンセーション『広瀬みのり生誕祭～みのりんパンナが届けるよ！歌と笑顔とメロメロパンチ☆⋆｡˚～』 （2016年10月2日、池袋BlackHole）[12]

- 強がりLIVE Vol.5『広瀬みのり生誕祭～みのりんコールが元気の源✩˚｡⋆ 言葉じゃ表せない感謝の気持ちを歌うよ～』（2017年9月18日、恵比寿CreAto）[13]

- Fullfull Pocket 東京定期公演「ロミオになってくれますか? vol.4 ～みのり＆すず生誕スペシャル～」（2018年9月1日、AKIBAカルチャーズ劇場）[14]

- 広瀬みのり生誕祭 ～アイドル大宣言スペシャル！～（2019年9月1日、AKIBAカルチャーズ劇場）[15][16]

- なんてったってハロプロライブ in Sparkle 202303（2023年3月20日、歌舞伎町Sparkle）[17]

- 広瀬みのり生誕2023「My Color」（2023年9月17日、高円寺High）[18]

- 広瀬みのり生誕2024「melt.」（2024年9月23日、高円寺High）[19]

### 舞台
- 劇団ディアステージ第7回公演・旗揚げ5周年記念興行『トラブルメーカーwww・2 ～隣の星は青く見える～』（2023年7月8日、築地本願寺ブディストホール）[11] ※日替わりゲスト